# Tomasz Szwed
Tomasz Szwed, właściwie Tomasz Grzegorz Szwed-Stępkowski (ur. 26 grudnia 1951 w Pionkach) – polski artysta, piosenkarz folkowy i muzyki country, scenarzysta i reżyser muzyczno-teatralny, poeta, psychoterapeuta.
Znany jako autor nastrojowych, a zarazem refleksyjnych piosenek, dotyczących realiów i problemów życia codziennego. Oprócz własnej twórczości prezentuje również covery utworów bluesowych, celtyckich i szantowych.

## Życiorys

### Początki kariery
Zadebiutował w 1978, zdobywając wyróżnienie na XV Studenckim Festiwalu Piosenki w Krakowie. W latach 1979–1981 współpracował z grupą Tender, z którą dokonał nagrań dla Polskiego Radia, zrealizował dwa recitale telewizyjne, zdobył wyróżnienie na 18. Krajowym Festiwalu Piosenki Polskiej w Opolu i odbył trasę koncertową po ZSRR, Czechosłowacji i RFN. 
W latach 1983–1988 był solistą grupy Poker, z którą dokonał kolejnych nagrań radiowych i pięciu programów dla telewizji. W tym czasie wystąpił też w filmie telewizyjnym Model na uwięzi będącym swobodną parafrazą jego artystycznego życiorysu. W kolejnych latach występował m.in. z zespołami Spoko i Full Service. 
Brał udział w wielu ważniejszych krajowych i zagranicznych imprezach country, m.in. Pikniku Country w Mrągowie, Country w Stodole w Warszawie, Pikniku Country w Zbrosławicach, Euro-Country Music Masters w RFN, Introfesticur w Curaçao (Antyle Holenderskie) i International Song Contest w Cavan.

### Po 1989
Szwed z czasem poszerzył swoje portfolio, stając się autorem scenariuszy i reżyserem spektakli muzycznych, prowadząc także warsztaty teatralne i muzyczne. Zasiada w jury konkursów recytatorskich i piosenkarskich. 
Tomasz Szwed z biegiem lat stał się także cenionym twórcą tzw. piosenki autorskiej. Jest autorem tomików poetyckich Notatnik, Budowanie arki i Tomasz Szwed w serii Biblioteka bardów wydawnictwa Twój Styl, ponadto zamieścił też kilka utworów w rodzinnym zbiorze wierszy pt....jabłko od jabłoni. Artysta jest także twórcą popularniej serii książek dla dzieci pt. Klinika małych zwierząt w Leśnej Górce. 
Artysta ten jest współtwórcą teledysku do utworu Życie miast – życie zamiast, stworzonego w ramach ogólnopolskiej akcji antynarkotykowej. Był także kompozytorem i wykonawcą songu antynarkotykowego „Taka ruletka, czyli zegarmistrz świata całkiem nowy...”, która była mottem muzycznym kampanii profilaktycznej Moda na niebranie. 
W 2003 nagrał piosenkę do dobranocki Misiowanki, a w 2008 – piosenkę do serii animowanej Baranek Shaun.
W międzyczasie organizował także koncerty bardów (Spotkania Śpiewających Autorów i Aktorów „Bełkotka”) i bale country w pensjonacie Klimat w Iwoniczu-Zdroju, gdzie prowadził grupy terapeutyczne. W ostatnich latach jego repertuar wzbogaciły muzyczne komentarze polityczne, które prezentował na scenach kabaretowych i w programie Szkło kontaktowe w TVN24.
Muzyk miał okazję prowadzić też autorskie audycje w Radiu Flash, Radiu Echo i Radiu Kraków. Był współtwórcą i wykonawcą w cyklicznych programach TV Katowice: Muzyczni goście Brzozówki, Teleferie i Country Bar, a także recitalu Gdzieś tam, Country Club i cyklicznego programu zrealizowanego w Warszawskim Ośrodku Telewizyjnym – Strefa Country, którego był gospodarzem. 

## Życie prywatne
Żonaty z Elżbietą Jasztal. Ma dwie córki Danutę i Zuzannę. W latach 1989–1999 prowadził gospodarstwo rolne w Wilkowiczkach k. Toszka; gospodarstwo zajmowało się hodowlą koni i uprawą roślin. 
Obecnie jest psychoterapeutą. Ukończył I fazę Programu Licencyjnego Polskiego Towarzystwa Psychologii Zorientowanej na Proces. W ramach dalszego szkolenia ma prawo do prowadzenia terapii i pracy z grupami pod stałą superwizją Dyplomowanego Nauczyciela Psychologii Zorientowanej na Proces. Brał udział w szkoleniach w Polsce i Anglii, dotyczących pracy z procesem w rozwiązywaniu konfliktów i pracy z grupami. Odbył praktyki stażowe w hospicjach, domach opieki społecznej i placówkach szpitalnych; pracował z odmiennymi i ekstremalnymi stanami świadomości. Prowadzi indywidualne i grupowe sesje psychoterapeutyczne oraz warsztaty rozwoju osobowości. Jest konsultantem fundacji A kogo? Ewy Błaszczyk.

## Dyskografia

### Albumy
- Tender – polskie country (MC, Phoenix, 1980)
- Hej! (LP, Pronit, 1984)
- Gipsy Rover (MC, Daily Music)
- Och, Rembertów (MC, Daily Music)
- Afirmacje (CD/MC, MTJ, 1995)
- Tomasz Szwed kierowcom (MC, BBZ, 1997)
- Tomasz Szwed (CD, BBZ, 1998)
- Ślady, tropy, ścieżki... (CD, JD Music, 2001)
- Tam jeszcze jest dobrze (CD/MC, BBZ, 2002)
- Zachowaj odstęp (CD, 2007)
- Obiady domowe (CD, 2007)
- Cudzoziemiec (CD, 2007)
- Siedzę na ganku (CD, AIA, 2010)
- Śpiewnik Makiewicz (Cd Cm, 2014)

### Składanki
- Euro-Country Music Masters '86 (LP, C.P.R. Germany, 1986)
- Opole '86 (LP/MC, Polskie Nagrania, 1986)
- Corinna (LP, Wifon, 1987)
- Wieczór kawalerski – Piosenki Antoniego Kopfa (LP, Muza, 1988)
- Mrągowo '89 (LP/CD, Polskie Nagrania, 1990)
- Góra Szybowcowa (CD, Jacek Music, 1991)
- Polskie Trucker Country vol. I (MC, BBZ, 1994)
- Country Top '96 (MC, MTJ/Danton, 1996)
- Country S’Top No. 1 '96 (CD, SMLC, 1996)
- Polskie Trucker Country (CD, BBZ, 1998)
- Polskie Trucker Country vol. V (MC, BBZ, 1999)
- Na dobrą drogę 1 (MC, BBZ, 2000)
- Na dobrą drogę 2 (MC, BBZ, 2001)
- OPPA – Piosenki bardów (CD, Dalmafon, 2001)
- Na dobrą drogę 3 (MC, BBZ, 2002)
- Leksykon polskiej piosenki festiwalowej (CD, Polskie Nagrania/Reader’s Digest, 2003)
- Na dobrą drogę (CD, BBZ, 2004)
- Polskie Country cz. 1 (CD, MTJ, 2007)
- Polskie Country cz. 2 (CD, MTJ, 2007)
- Polskie Country cz. 3 (CD, MTJ, 2007)
- Zabieszczaduj z Aniołami – Festiwal Bieszczadzki (CD, Dalmafon, 2007)

## Nagrody
- Wyróżnienie na Festiwalu Polskiej Piosenki Opole '80.
- Najpopularniejszy Wykonawca Country (w latach 1983, 1985 i 1986).
- Laureat plebiscytów Giganci Country: w 1996 r. w kategorii Autor tekstów; w 1997 r. w kat. Sień sławy, Wokalista, Tekściarz i Płyta/kaseta za kasetę Tomasz Szwed kierowcom; w 1998 w kat. Kompozytor; w 1999 r. w kat. Wokalista; w 2000 r. w kat. Kompozytor.
- Złoty Truck – trofeum przyznawane przez czytelników czasopisma Polski Traker dla najpopularniejszego wykonawcy country w Polsce (w latach 1997, 1998, 1999 i 2000).
- Nagroda czasopisma Motor i Instytutu Transportu Samochodowego za twórczość artystyczną o tematyce motoryzacyjnej (2001).
- Zwycięzca plebiscytów Dyliżanse: w 2001 r. w kategorii Duet Roku za odśpiewanie z Lonstarem piosenki Knockin’ on Heaven’s Door; w 2005 r. w kategorii Współpraca wokalna za wykonanie piosenki Molly Malone, również z Lonstarem; w 2010 r. w kategorii Wokalista roku.